# Skate America de 1992
O Skate America de 1992 foi a décima primeira edição do Skate America, um evento anual de patinação artística no gelo organizado pela Associação dos Estados Unidos de Patinação Artística (em inglês:  United States Figure Skating Association). A competição foi disputada entre os dias 19 de outubro e 25 de outubro, na cidade de Atlanta, Geórgia, Estados Unidos.

## Eventos
- Individual masculino
- Individual feminino
- Duplas
- Dança no gelo

## Medalhistas
| Evento                        | Ouro                                     | Prata                                             | Bronze                                              |
| Individual masculino detalhes | Todd Eldredge · Estados Unidos           | Scott Davis · Estados Unidos                      | Mark Mitchell · Estados Unidos                      |
| Individual feminino detalhes  | Yuka Sato · Japão                        | Nancy Kerrigan · Estados Unidos                   | Chen Lu · China                                     |
| Duplas detalhes               | Marina Eltsova · Andrei Bushkov · Rússia | Radka Kovaříková · René Novotný · Tchecoslováquia | Evgenia Shishkova · Vadim Naumov · Rússia           |
| Dança no gelo detalhes        | Maya Usova · Alexander Zhulin · Rússia   | Sophie Moniotte · Pascal Lavanchy · França        | Elizabeth Punsalan · Jerod Swallow · Estados Unidos |

## Resultados

### Individual masculino
| Pos.              | Nome                   | Nacionalidade  |
| ----------------- | ---------------------- | -------------- |
| Medalha de ouro   | Todd Eldredge          | Estados Unidos |
| Medalha de prata  | Scott Davis            | Estados Unidos |
| Medalha de bronze | Mark Mitchell          | Estados Unidos |
| 4                 | Viacheslav Zagorodniuk | Ucrânia        |
| 5                 | Philippe Candeloro     | França         |
| 6                 |                        |                |
| 7                 |                        |                |
| 8                 |                        |                |
| 9                 |                        |                |
| 10                | Patrick Brault         | Canadá         |

### Individual feminino
| Pos.              | Nome            | Nacionalidade  |
| ----------------- | --------------- | -------------- |
| Medalha de ouro   | Yuka Sato       | Japão          |
| Medalha de prata  | Nancy Kerrigan  | Estados Unidos |
| Medalha de bronze | Chen Lu         | China          |
| 4                 | Lisa Sargeant   | Canadá         |
| 5                 |                 |                |
| 6                 |                 |                |
| 7                 |                 |                |
| 8                 |                 |                |
| 9                 |                 |                |
| 10                | Krisztina Czakó | Hungria        |

### Duplas
| Pos.              | Nome                             | Nacionalidade   |
| ----------------- | -------------------------------- | --------------- |
| Medalha de ouro   | Marina Eltsova / Andrei Bushkov  | Rússia          |
| Medalha de prata  | Radka Kovaříková / René Novotný  | Tchecoslováquia |
| Medalha de bronze | Evgenia Shishkova / Vadim Naumov | Rússia          |
| 4                 | Calla Urbanski / Rocky Marval    | Estados Unidos  |
| 5                 | Tristen Vega / Richard Alexander | Estados Unidos  |
| 6                 | Karen Courtland / Todd Reynolds  | Estados Unidos  |
| 7                 | Jamie Salé / Jason Turner        | Canadá          |
| 8                 | Katie Wood / Joel McKeever       | Estados Unidos  |
| 9                 | Laura Murphy / Brian Wells       | Estados Unidos  |

### Dança no gelo
| Pos.              | Nome                               | Nacionalidade  |
| ----------------- | ---------------------------------- | -------------- |
| Medalha de ouro   | Maya Usova / Alexander Zhulin      | Rússia         |
| Medalha de prata  | Sophie Moniotte / Pascal Lavanchy  | França         |
| Medalha de bronze | Elizabeth Punsalan / Jerod Swallow | Estados Unidos |
| ...               |                                    |                |
| WD                | Jennifer Boyce / Michel Brunet     | Canadá         |

## Quadro de medalhas
| Ordem | País            | Medalha de ouro | Medalha de prata | Medalha de bronze |    | Ordem por total |
| ----- | --------------- | --------------- | ---------------- | ----------------- | -- | --------------- |
| 1     | Rússia          | 2               |                  | 1                 | 3  | 2               |
| 2     | Estados Unidos  | 1               | 2                | 2                 | 5  | 1               |
| 3     | Japão           | 1               |                  |                   | 1  | 3               |
| 4     | França          |                 | 1                |                   | 1  | 3               |
| 4     | Tchecoslováquia |                 | 1                |                   | 1  | 3               |
| 6     | China           |                 |                  | 1                 | 1  | 3               |
| TOTAL | TOTAL           | 4               | 4                | 4                 | 12 | —               |